# Marie Pierre Jean Cassaigne

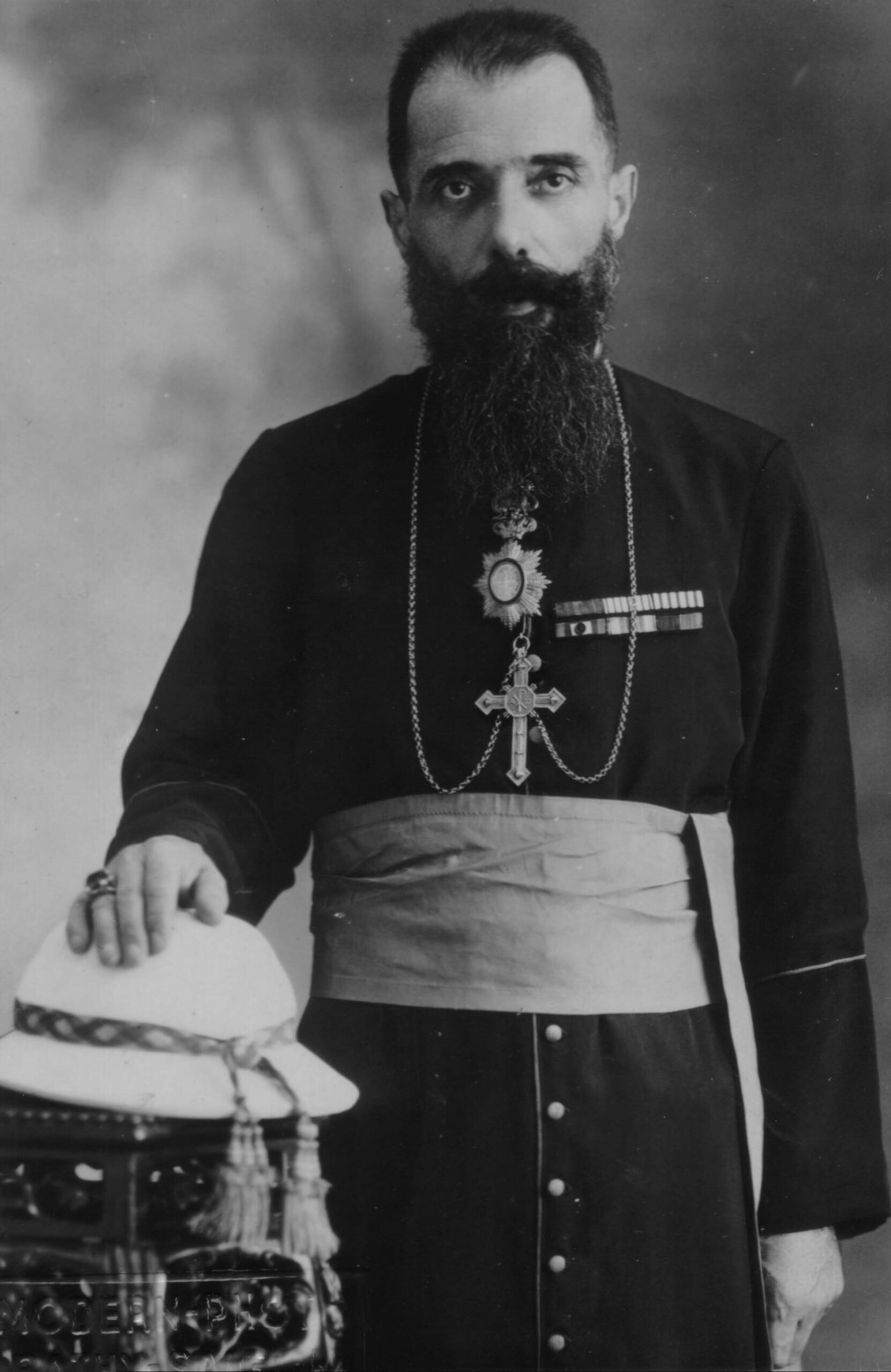
Marie Pierre Jean Cassaigne

Marie Pierre Jean Cassaigne MEP (* 30. Januar 1895 in Grenade-sur-l’Adour, Département Landes; † 31. Oktober 1973) war ein französischer römisch-katholischer Ordensgeistlicher und Apostolischer Vikar von Saigon.

## Leben
Marie Pierre Jean Cassaigne trat der Ordensgemeinschaft der Pariser Mission bei und empfing am 19. Dezember 1925 das Sakrament der Priesterweihe.
Am 20. Februar 1941 ernannte ihn Papst Pius XII. zum Titularbischof von Gadara und zum Apostolischen Vikar von Saigon. Der Apostolische Delegat für Indochina, Erzbischof Antonio Drapier OP, spendete ihm am 24. Juni desselben Jahres die Bischofsweihe; Mitkonsekratoren waren der Apostolische Vikar von Phnom-Penh, Jean-Baptiste-Maximilien Chabalier MEP, und der Apostolische Vikar von Nord-Cochinchina, Pierre Martin Ngô Đình Thục.
Cassaigne trat am 20. September 1955 als Apostolischer Vikar von Saigon zurück.